# Podkarpacie
Podkarpacie (phát âm tiếng Ba Lan: [pɔt.karˈpa.t͡ɕɛ]) là một tỉnh của Ba Lan, giáp biên giới với vùng Prešov của Slovakia và các tỉnh Zakarpatsk, Lviv của Ukraina. Tỉnh lỵ là thành phố Rzeszów. Tỉnh có diện tích 17.926,28 km, dân số thời điểm giữa năm 2004 là 2.097.325 người.

## Các thành phố thị xã
Tỉnh có thành phố và thị xã. Bản sau đây sắp xếp theo thứ tự dân số giảm dần (số liệu dân số thời điểm năm 2006)
| Rzeszów (171.330) Przemyśl (66.756) Stalowa Wola (64.753) Mielec (60.979) Tarnobrzeg (49.753) Krosno (47.455) Dębica (46.693) Jarosław (40.167) Sanok (39.110) Jasło (37.277) Łańcut (18.004) Przeworsk (15.675) Nisko (15.534) Ropczyce (15.098) Leżajsk (14.127) Lubaczów (12.405) | Nowa Dęba (11.310) Ustrzyki Dolne (9.383) Kolbuszowa (9.190) Strzyżów (8.709) Brzozów (7.677) Sędziszów Małopolski (7.078) Rudnik nad Sanem (6.765) Nowa Sarzyna (6.178) Dynów (6.058) Lesko (5.755) Boguchwała (5.712) Jedlicze (5.645) Radymno (5.543) Głogów Małopolski (5.325) Zagórz (4.988) Pilzno (4.484) | Sokołów Małopolski (3.962) Rymanów (3.585) Tyczyn (3.353) Kańczuga (3.187) Oleszyce (3.089) Radomyśl Wielki (2.962) Brzostek (2.597) Dukla (2.127) Narol (2.109) Sieniawa (2.127) Błażowa (2.121) Cieszanów (1.916) Iwonicz-Zdrój (1.831) Przecław (1.534) Kołaczyce (c. 1.500) Ulanów (1.491) Baranów Sandomierski (1.440) |